# Петралия Сопрана
Петра̀лия Сопра̀на (на италиански: Petralia Soprana, на сицилиански Pitralia Suprana, Питралия Супрана) е малко градче и община в Южна Италия, провинция Палермо, автономен регион и остров Сицилия. Разположено е на 1147 m надморска височина. Населението на общината е 3469 души (към 2010 г.).